# Gift van de Shai
Gift van de Shai (Engelse titel: The Sun of return) is een sciencefictionroman van de Amerikaanse schrijfster Ansen Dibell uit 1985. De Nederlandse vertaling verscheen hetzelfde jaar bij Uitgeverij Meulenhoff als M=SF #209 en is het vijfde boek in de vijfdelige reeks Het bewind van Een. Dit boek werd enkel gepubliceerd in het Nederlands en Frans.

## Verhaal
Bijna een mensenleeftijd na de gebeurtenissen in Stormvloedgrens keert de Shai terug naar de planeet van Jannus.  Hij leidt een verkenner, Enko, van de tweeder beschaving naar zijn eerster planeet. De tweeders, of de tweede menselijke bevolkingsgolf die duizenden jaren na de eerste kwam, beschikken over sneller dan licht technologie, terwijl de eerster planeten bevolkt werden door een generatieschip, bestuurd door een cyborg brein. De eerster planeten beschikken daardoor over weinig en dan nog verouderde technologie, en de leefomstandigheden zijn er vaak zwaar. In ruil voor een opname in de tweeder beschaving met zijn hoogtechnologische wetenschap, eisen de tweeders grondstoffen of contractarbeiders. De tweeders leggen ook een grens bij 50% prothese, waardoor de cyborgschepen van de eersters in hun ogen een gruwel zijn die vernietigd moet worden.
Het eerste gevolg van de terugkomst van de Shai is dat Jannus die nu een oude man is die zijn vrouw, kinderen en kleinkinderen heeft overleefd, zich onverwacht herboren merkt als jongeman. Zijn lichaam is wel nieuw en jong maar de vermoeidheid van de ouderdom blijft. En tot zijn grote weerzin ziet hij zich weer gedwongen zijn rol van vredestichter en bemiddelaar op zich te nemen. Wie zal voor de tweeders de tussenpersoon zijn om de planeet te vertegenwoordigen, en om te onderhandelen over de belangrijkste grondstof: de Valde met hun empatische vermogen. Wordt dat de Andraan Ross, afstammeling van Pedross, opgepikt van een rots door de tweeders, of Jannus, die wenst de onafhankelijke Valde te vertegenwoordigen, die hem echter in de steek hebben gelaten toen hij bij hen hulp zocht voor zijn stervende kleindochter.

## Het bewind van Een-reeks
1. 1978 - De laatste koning (Pursuit of the Screamer)
2. 1981 - Ashai Rey (Circle, Crescent, Star)
3. 1982 - Zomermarkt (Summerfair)
4. 1983 - Stormvloedgrens (Tidestorm Limit)
5. 1985 - Gift van de Shai (The Sun of Return)